# Bernau im Schwarzwald
Bernau im Schwarzwald is een plaats in de Duitse deelstaat Baden-Württemberg, en maakt deel uit van het Landkreis Waldshut.
Bernau im Schwarzwald telt 1.975 inwoners. Het dorp ligt in een hooggelegen dal in het zuidelijke Zwarte Woud, waardoor de rivier Bernauer Alb stroomt. Het hoogste punt binnen de gemeente Bernau is de top van de Herzogenhorn, 1415 m boven NAP, na de Feldberg het hoogste punt in Duitsland buiten de Alpen.
Albbruck ·
Bad Säckingen ·
Bernau im Schwarzwald ·
Bonndorf im Schwarzwald ·
Dachsberg ·
Dettighofen ·
Dogern ·
Eggingen ·
Görwihl ·
Grafenhausen ·
Häusern ·
Herrischried ·
Höchenschwand ·
Hohentengen am Hochrhein ·
Ibach ·
Jestetten ·
Klettgau ·
Küssaberg ·
Lauchringen ·
Laufenburg (Baden) ·
Lottstetten ·
Murg ·
Rickenbach ·
St. Blasien ·
Stühlingen ·
Todtmoos ·
Ühlingen-Birkendorf ·
Waldshut-Tiengen ·
Wehr ·
Weilheim ·
Wutach ·
Wutöschingen